# Erhard Hagen von Hagenfels

Erhard Hagen von Hagenfels

Erhard Christian Hagen von Hagenfels (* 17. Juli 1786 in Bayreuth als Erhard Christian Hagen; † 28. Oktober 1868 ebenda) war Jurist und der erste rechtskundige Bürgermeister von Bayreuth. 1837 wurde er für seine Verdienste nobilitiert.

## Leben
Erhard Christian Hagen stammte aus einer alteingesessenen Bayreuther Familie. Er besuchte das örtliche Gymnasium und studierte anschließend an der Friedrich-Alexander-Universität Erlangen und der Friedrichs-Universität Halle Rechts- und Kameralwissenschaften. Ab 1805 war er Mitglied des Corps Baruthia. 1811, ein Jahr nach dem Verkauf der zu Preußen gehörenden Markgrafschaft Ansbach-Bayreuth an das Königreich Bayern, wurde er zum Appellationsgerichts-Advokaten ernannt. 1815 trat er in die Kanzlei von Gottlieb Keim ein.
1818 erhielt das Königreich Bayern eine Verfassung und eine Gemeindereform. Mit dem Gemeindeedikt erhielten die Städte eine Art kommunaler Selbstverwaltung und ab einer gewissen Größe einen über den Räten amtierenden „rechtskundigen Bürgermeister“. Im November 1818 wurde Erhard Christian Hagen Bürgermeister von Bayreuth, nachdem der vom Stadtrat zunächst einstimmig gewählte Heinrich Carl Rudolf Seggel wegen der geringen Besoldung das Amt abgelehnt hatte. Als brillanter politischer Kopf galt der „integre und umsichtige“ Jurist Hagen aber nicht. Er sperrte sich lange gegen die Gründung eines Gewerbevereins und gab erst unter dem Druck höchster Weisungen widerwillig nach; bei der Trassierung der Ludwig-Süd-Nord-Bahn blieben die Bayreuther Wünsche nach einer Führung der Eisenbahn über die Stadt unberücksichtigt.
Später wurde Hagen zudem Abgeordneter des Bayerischen Landtags. Am 11. November 1837 wurde er von König Ludwig I. zu Hagen von Hagenfels nobilitiert. Im Zuge der Revolution von 1848/49 verhielt er sich königstreu. Nachdem er die Unterschrift unter eine Petition verweigert hatte, in der vom König Freiheitsrechte und Reformen gefordert wurden, wurde Hagen am 13. März 1848 im Laufe einer turbulenten Versammlung im Bayreuther Sonnensaal (in der späteren Richard-Wagner-Straße 4) von 800 Bürgern zum Rücktritt genötigt. Nach seiner am folgenden Tag von ihm beantragten Versetzung in den Ruhestand erhielt er ein jährliches Ruhegehalt von 1080 Gulden.
In einem Regierungsbericht über die Ereignisse des März 1848 vom 18. Mai jenes Jahres wird Hagen als „rechtlich unbescholtener Mann“ bezeichnet, der jedoch nicht die Eigenschaften besessen habe, „welche eine notwendige Bedingung“ für das Bürgermeisteramt darstellten. Es habe ihm an Umsicht, Energie, Gewandtheit, rascher Tatkraft und Fleiß gefehlt. Milder fällt das Urteil des Historikers Rainer Trübsbach aus, demzufolge eine gerechte Würdigung Hagens „weder durch Verklärung noch durch Verurteilung“ erreicht werde. Seine Leistungen, Verdienste und Qualitäten seien unbestritten. 1827 war Hagen Mitgründer des Historischen Vereins für Oberfranken und Herausgeber der Jahresschrift Archiv für Geschichte von Oberfranken. In seine Amtszeit fielen u. a. die Gründung der Stadtsparkasse und der später von Richard Wagner häufig besuchten Restauration Bürgerreuth auf dem Grünen Hügel.